# 真言宗未決文
『真言宗未決文』（しんごんしゅうみけつもん）とは、平安時代初期に法相宗の徳一が、空海に対し真言宗の教理への疑問を述べた書である。

## 概要
徳一の疑問は以下の11か条からなる。
1. 結集者の疑
『大日経』冒頭の「如是我聞」の「我」とは誰か。
2. 経処の疑
『大日経』は金剛法界宮で説かれたとあるが、この宮は自受用土か他受用土か。
3. 即身成仏の疑
『菩提心論』に行願・勝義・三摩地の三行によって即身成仏するというが、これは禅波羅蜜のみであって他の五波羅蜜を欠き、また自分だけ先に成仏してしまうのは慈悲を欠くのではないか。
4. 五智の疑
『菩提心論』に五智の如来を説くが、これでは各如来の智が不平等であることになり、また五如来以外の如来に智慧がないことになるのではないか。
5. 決定二乗の疑
『菩提心論』には、決定二乗の者が灰身滅智に入った後に長い時間を経て発生すると言うが、これは矛盾ではないか。
6. 開示悟入の疑
『菩提心論』で『法華経』の「開示悟入」を解釈しているが、これは何を根拠にしているのか。
7. 菩薩十地の疑
『大日経』『華厳経』等には「十地を成就して成仏する」とあるが、『菩提心論』に「十地の菩薩の境界を超える」とあるのは仏説に背いているのではないか。
8. 梵字の疑
梵字は誰が作ったものでもなく本来的に存在するものと言うが、梵字は作られたものではないのか。
9. 毘盧遮那の疑
一行『大日経疏』によれば、毘盧遮那仏は法身で説法をしたというが、一体誰のために説法をしたのか。
10. 経巻の数の疑
『大日経』七巻の内、六巻までが毘盧遮那仏の所説だが、七巻目は誰が説いたのか。
11. 鉄塔の疑
真言宗の経論は、釈迦仏滅後800年に龍猛菩薩が南インドの鉄塔で金剛薩埵より受けたとされるが、誰がどのように伝えたというのか。

以上の疑問について徳一は、このような疑問を述べることで謗法の罪になることを恐れるが、疑問を晴らして真言宗を学ぶためである、と言う。
本書は、空海の「諸の有縁に勧めて秘密法蔵を写し奉るべき文」（『性霊集』9所収）によって密教の教理に触れた徳一が、『弁顕密二教論』や『即身成仏義』などに触れることなく、『大日経』や『菩提心論』などを学んで、そこで起きた疑問を記した、と考えられている（末木文美士1985）。
また本書の末尾には、弥勒菩薩が『瑜伽師地論』を説いたことに関して「鉄塔の疑」と同様の疑問が持たれていたことについて、文書による伝承があることを強調する部分がある。この部分については、「辺主」「大覚師」などといった呼称が出てくることからも、増広されたのではないかと考えられている（末木文美士1985）。

## 反論
徳一が疑問を投げかけた相手である空海は、『広付法伝』のなかで第十一「鉄塔の疑」について触れるのみで、他は黙殺する形となった。そのため、後世、真言宗だけでなく、天台宗からも繰り返し反論がなされた。
- 安然『菩提心義略問答抄』
- 信証『住心品抄』（現存せず。『密宗要決鈔』に逸文）
- 済暹『疑難決断抄』（現存せず。『密宗要決鈔』『明矢石論』に逸文）
- 房覚『未決答決』
- 海恵『密宗要決鈔』
- 宣淳『明矢石論』…天台円教の立場から『真言宗未決文』、真言宗の双方を批判。
- 了賢『他師破決集』
- 杲宝『杲宝私抄』
- 杲宝『アシキヤ鈔』
- 杲宝『宝冊鈔』
- 杲宝『未決答釈』

## テキスト
- 『日本大蔵経』巻63・『大正新脩大蔵経』巻77
- 末木文美士・曾根正人・引田弘道・蓑輪顕量「『真言宗未決文』本文並びに訳解」（『佛教文化』第16巻 通巻19号、東京大学仏教青年会、1985年）
  - 高野山大学図書館所蔵（金剛三昧院寄託）万治2年（1659年）刊本
- 武内孝善「『真言未决文』の研究―（一）本文校訂―」（『高野山大学論叢』36、2001年）
  - 高野山宝寿院所蔵・久安元年（1145年）写本の翻刻・校訂・影印